# Hahndorf
Hahndorf is een dorp in het zuiden van Australië in de staat Zuid-Australië, zo'n 26 kilometer van de hoofdstad Adelaide.
Het dorp telt 1.805 inwoners (2006). Het bijzondere van dit dorp is dat het rond 1839 door Duitse immigranten (lutheranen) is gesticht en nu nog steeds een Duitse uitstraling heeft. Zo zijn er vakwerkhuizen in Duits stijl en bevinden er zich in het centrum restaurants waar men schnitzel en braadworst kan krijgen.
Na de Eerste Wereldoorlog, toen de regering van Zuid-Australië de naam van veel Duitse dorpen aanpaste, veranderde de naam in Ambleside. In de late jaren 30 werd de originele naam echter weer gebruikt.

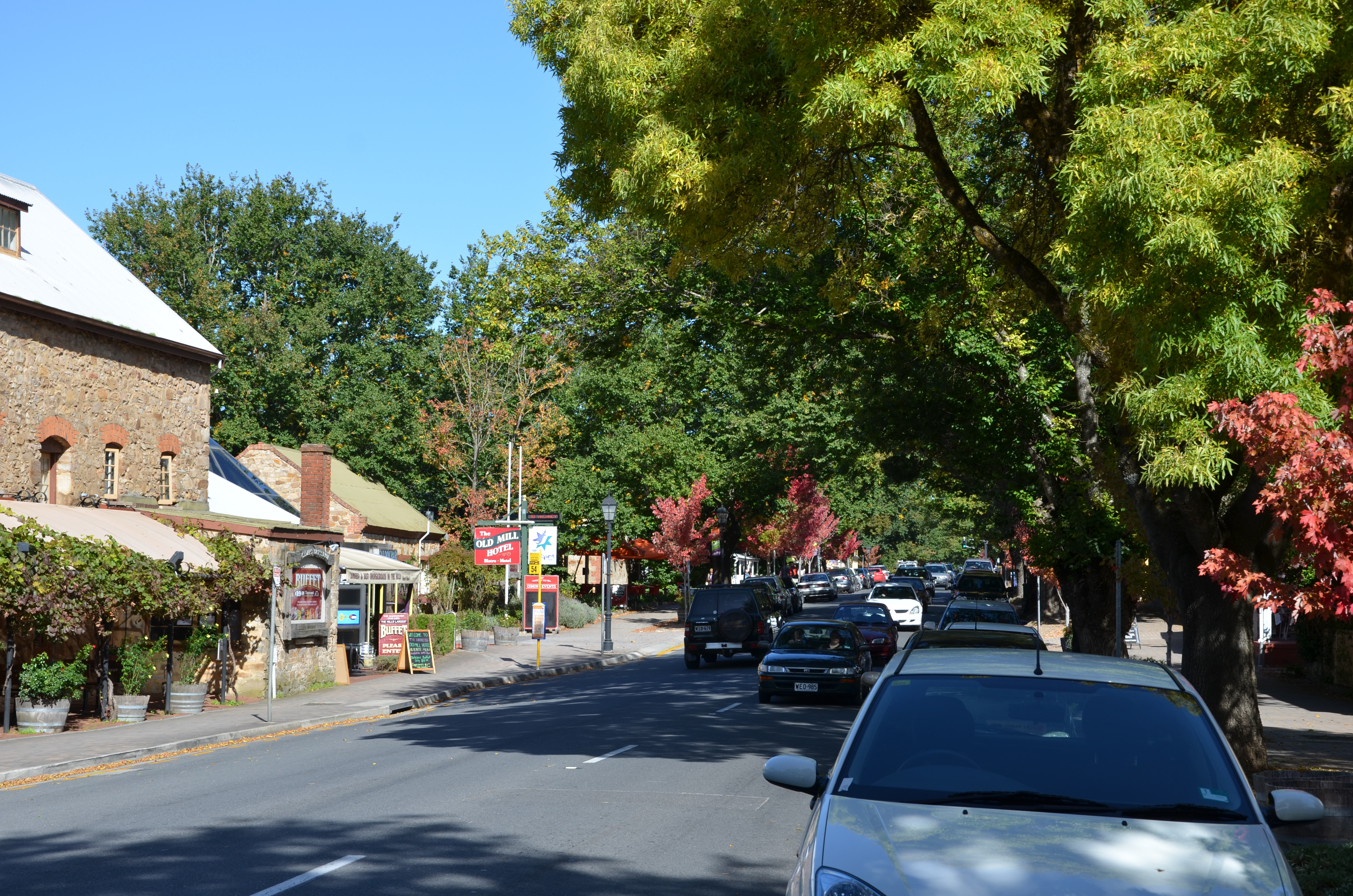

## Oudste kerk
In Hahndorf staat de oudste originele Lutherse kerk van Australië: St. Michael's.